# Puerto Pailas
Puerto Pailas ist eine Landstadt im Departamento Santa Cruz im Tiefland des südamerikanischen Anden-Staates Bolivien.

## Lage im Nahraum
Puerto Pailas ist der zentrale Ort des Kanton Puerto Pailas im Municipio Cotoca in der Provinz Andrés Ibáñez. Die Stadt liegt auf einer Höhe von 297 m am rechten Ufer des Río Grande, einem der längsten Flüsse im bolivianischen Tiefland, der an dieser Stelle eine Breite von 1200 m hat und von einer Eisenbahnbrücke und der Straßenbrücke Puente Pailas überspannt wird.

## Geographie
Puerto Pailas liegt im bolivianischen Tiefland zwischen den Schwemmlandebenen des Río Piraí und des Río Grande und den östlich gelegenen Chiquitos-Hügelländern. Das Klima ist semihumid, die Temperaturen schwanken im Tagesverlauf und im Jahresverlauf nur unwesentlich.
Die Jahresdurchschnittstemperatur liegt bei 24 bis 25 °C, mit monatlichen Durchschnittstemperaturen zwischen knapp 27 °C im Dezember und Januar und unter 21 °C im Juni und Juli (siehe Klimadiagramm Pailón). Der Jahresniederschlag beträgt rund 950 mm, der Trockenzeit von Juli bis September steht eine ausgeprägte Feuchtezeit von November bis Februar gegenüber, in der die Monatswerte bis 140 mm erreichen.

## Verkehrsnetz
Puerto Pailas liegt in einer Entfernung von 47 Straßenkilometern südwestlich der Departamento-Hauptstadt Santa Cruz zwischen den Städten Cotoca und Pailón.
Von Santa Cruz aus führt die asphaltierte Nationalstraße Ruta 4/Ruta 9 in östlicher Richtung über Cotoca nach Puerto Pailas, überquert mit über die Puente Pailas den Río Grande und teilt sich 14 Kilometer später in Pailón. Von hier aus führt die Ruta 4 über 587 Kilometer bis Puerto Suárez an der brasilianischen Grenze, die Ruta 9 führt 1175 Kilometer nach Norden bis Guayaramerín.

## Bevölkerung
Die Einwohnerzahl der Ortschaft ist in den vergangenen beiden Jahrzehnten auf fast das Doppelte angestiegen:
| Jahr | Einwohner | Quelle       |
| ---- | --------- | ------------ |
| 1992 | 1621      | Volkszählung |
| 2001 | 2301      | Volkszählung |
| 2012 | 2800      | Volkszählung |
| 2024 |           | Volkszählung |

Aufgrund der historisch gewachsenen Bevölkerungszuwanderung weist die Region einen gewissen Anteil an Quechua-Bevölkerung auf, im Municipio Cotoca sprechen 17,8 Prozent der Bevölkerung Quechua.